# Karasi (Chorwacja)
Karasi – wieś w Chorwacji, w żupanii karlowackiej, w mieście Karlovac. W 2011 roku liczyła 50 mieszkańców.